# Flaminio Scala

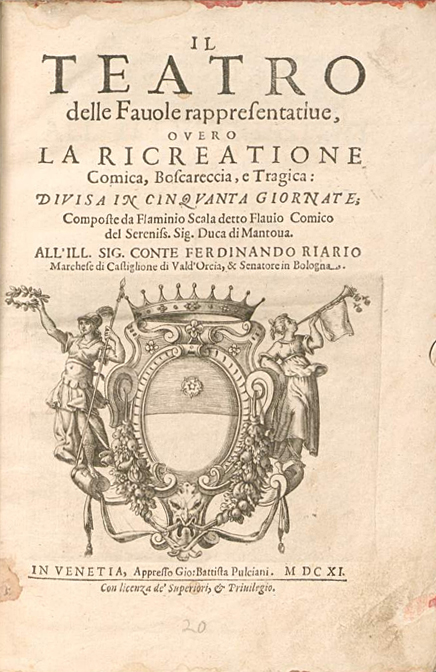
Portada de Il Teatro delle favole rappresentative, que incluye el texto: "La ricreatione comica, boscareccia, e tragica: Divisa en giornate cinquanta, composte da Flaminio Scala detto «Flavia Comico del Sereniss». Signoría Duca di Mantova (Cómico de la Serenísima Señor Duque de Mantua). Año 1611." Biblioteca del Congreso de los Estados Unidos.

Flaminio Scala (Roma, 27 de septiembre de 1552 - Mantua, 9 de diciembre de 1624) fue un actor, director de escena, empresario teatral, dramaturgo y editor italiano de la Commedia dell'arte, creador de la compañía de teatro «I Gelosi» y popularmente conocido como "Flavio". Muchas de las tramas y recursos de su trabajo teatral sirviéron de inspiración a autores posteriores como Lope de Vega, William Shakespeare o Molière. 

## Biografía
Hijo de una familia aristócrata romana, la primera noticia que se tiene de él le sitúa en la Florencia de 1577, al frente de "I Gelosi" ("Los Celosos"). Encontrándose dicha compañía en Venecia, fueron vistos por Enrique IV e invitados a actuar en Lyon, como regalo para su prometida, la joven reina María de Médici. Hecho que puede considerarse como el primer paso de la introducción oficial del estilo de la commedia en Francia.
Entre 1614 y 1622 dirigió la compañía "I Confidenti" ("Los Confidentes"), al servicio de Juan de Médici.

## Obra
Entre los mejores «canovacci» de la historia de la commedia dell'arte se cuenta el publicado en Venecia en 1611 por Flaminio Scala, con el título genérico de Il teatro delle favole representative; una suma de cincuenta «scenari», en la que sería primera recopilación de 'guiones esquemáticos o prototipos dramáticos', que Scala elevó a la categoría de argumentos teatrales.

La muerta viva    (Comedia)

Argumento

"Vivía en Bolonia un caballero de buena familia y adornado de costumbres virtuosas, el cual tenía una hija que deseaba unir felizmente en matrimonio a un joven bien nacido y decidió casarla con una persona que atendía sus negocios de mercancías en otra ciudad. Pero la joven ardía de amor irrefrenable por un joven de su misma patria, llamado Horacio, que además de ser de nobleza y riqueza iguales a las de ella, correspondía a la joven con las mismas ansias y el mismo amor y, viendo que lo único que se interponía en sus deseos era la voluntad de su padre, acordó con la joven darle un somnífero. Ella, de este modo, se hizo pasar por muerta y fue sepultada, tal como se verá en el entramado argumental."
Il teatro delle favole representative 3.3.Jornada VII 

Además, se le atribuye la comedia Il Postumio, publicada en 1600 en Lyon y representada para celebrar el matrimonio de Enrique IV con María de Medicis.